# Orkadiere
Orkadiere est une localité du Sénégal, située dans le département de Kanel et la région de Matam.
C'est le chef-lieu de l'arrondissement de Orkadiere depuis la création de celui-ci par un décret du 10 juillet 2008.

## Localités proches
- Polel Diaoubé, Waly diala, Polel Awloubé, Wéndou Bosséabé, Padalal, Barkatou, Waoundé, Gassambiri, Aynimadi, et walel